# Секвиль-ан-Бессен
Секви́ль-ан-Бессе́н (фр. Secqueville-en-Bessin) — коммуна во Франции, находится в регионе Нижняя Нормандия. Департамент коммуны — Кальвадос. Входит в состав кантона Крёлли. Округ коммуны — Кан.
Код INSEE коммуны — 14670.

## Население
Население коммуны на 2010 год составляло 355 человек.
| 1962 | 1968 | 1975 | 1982 | 1990 | 1999 | 2010 |
| ---- | ---- | ---- | ---- | ---- | ---- | ---- |
| 247  | 209  | 206  | 229  | 264  | 358  | 355  |

## Экономика
В 2010 году среди 242 человек трудоспособного возраста (15—64 лет) 169 были экономически активными, 73 — неактивными (показатель активности — 69,8 %, в 1999 году было 71,8 %). Из 169 активных жителей работали 156 человек (83 мужчины и 73 женщины), безработных было 13 (5 мужчин и 8 женщин). Среди 73 неактивных 33 человека были учениками или студентами, 26 — пенсионерами, 14 были неактивными по другим причинам.